# The Changeling (chanson)
Pistes de L.A. Woman
Love Her Madly
(2)

The Changeling est une chanson du groupe de rock américain The Doors, parue en 1970 sur l'album L.A. Woman. Le texte a été écrit par Jim Morrison, la musique, elle, fut composé par Ray Manzarek, John Densmore et Robby Krieger. À noter que la chanson et l'album L.A. Woman ont été enregistrés en seulement une semaine.
Elle illustre une scène du film Sans toit ni loi d'Agnès Varda.

## Version live
Live in Dallas, 1970

## Personnel
- Jim Morrison - Chant
- Robby Krieger - Guitare solo
- Ray Manzarek - Orgue Hammond
- John Densmore - Batterie
- Jerry Scheff - Basse